# Halterofilismo nos Jogos Paralímpicos de Verão de 2012 - Até 67,5 kg feminino
A disputa da categoria até 67,5 kg feminino foi realizada no dia 3 de setembro no Complexo ExCel, em Londres.

## Medalhistas
| Ouro   | FRA Souhad Ghazouani |
| Prata  | CHN Tan Yujiao       |
| Bronze | NGR Victoria Nneji   |

## Formato de competição
Cada atleta tem 3 tentativas para efetuar um movimento válido. Uma quarta tentativa será permitida apenas se a atleta tiver a intenção de quebrar um recorde mundial ou paralímpico, no entanto, essa quarta tentativa não contará para o resultado final. Se houver empate entre duas ou mais atletas, prevalecerá aquele que tiver a menor massa corporal.

## Recordes
| Recorde mundial     | 147 kg   | FRA Souhad Ghazouani | Dubai, Emirados Árabes Unidos | 24 de fevereiro de 2012 |
| Recorde paralímpico | 145,5 kg | CHN Fu Taoying       | Pequim, China                 | 13 de setembro de 2008  |

A halterofilista francesa Souhad Ghazouani quebrou o recorde paralímpico nesta competição.

## Resultados
| Pos.   | Atleta                            | Massa corporal (kg) | Tentativas (kg) | Tentativas (kg) | Tentativas (kg) | Tentativas (kg) | Resultado (kg) |
| Pos.   | Atleta                            | Massa corporal (kg) | 1               | 2               | 3               | 4               | Resultado (kg) |
| ------ | --------------------------------- | ------------------- | --------------- | --------------- | --------------- | --------------- | -------------- |
| Ouro   | FRA Souhad Ghazouani              | 66,36               | 146,0           | 150,0           | 150,0           | 148,0           | 146,0          |
| Prata  | CHN Tan Yujiao                    | 67,32               | 136,0           | 139,0           | 147,0           | –               | 139,0          |
| Bronze | NGR Victoria Nneji                | 64,70               | 121,0           | 121,0           | 125,0           | –               | 125,0          |
| 4      | RUS Vera Muratova                 | 65,06               | 107,0           | 111,0           | 116,0           | –               | 111,0          |
| 5      | THA Arawan Bootpo                 | 66,42               | 111,0           | 116,0           | 116,0           | –               | 111,0          |
| 6      | MAR Khadija Acem                  | 66,79               | 110,0           | 110,0           | 112,0           | –               | 110,0          |
| 7      | TKM Valentina Simakova            | 61,68               | 95,0            | 105,0           | 105,0           | –               | 95,0           |
| —      | MDA Larisa Marinenkova            | 65,97               | 77,0            | 77,0            | 77,0            | –               | —              |
| —      | CIV Carine Cynthia Amandine Tchei | 66,35               | 115,0           | 115,0           | 115,0           | –               | —              |

Legenda
| Recorde mundial      | Recorde mundial (World record)               |                       | Recorde africano                      | Recorde africano (African) |                                           | Q | Classificado por posição (Qualified) |
| Recorde paralímpico  | Recorde paralímpico (Paralympic record)      | Recorde da América    | Recorde da América (Americas)         | q                          | Classificado por melhor tempo (Qualified) |   |                                      |
| Melhor marca do ano  | Melhor marca do ano (World leading)          | Recorde asiático      | Recorde asiático (Asian)              | DNS                        | Não largou (Did not start)                |   |                                      |
| Recorde nacional     | Recorde nacional (National record)           | Recorde europeu       | Recorde europeu (European)            | DNF                        | Não terminou (Did not finish)             |   |                                      |
| Recorde pessoal      | Recorde pessoal do atleta (Personal best)    | Recorde da Oceania    | Recorde da Oceania (Oceania)          | DSQ / DQ                   | Desclassificado (Disqualified)            |   |                                      |
| Recorde da temporada | Recorde da temporada do atleta (Season best) | Recorde sul-americano | Recorde sul-americano (South America) | NM                         | Sem marca (No mark)                       |   |                                      |